# 彦一
彦一（ひこいち）は昔話、民話などで知られる歴史上の人物。

## 概要
一休、吉四六と並んで特に有名なとんち話の主役であるが、モデルが誰なのか、また実在の人物なのか否かは不詳のままであり、その素性は謎となっている部分が多い。肥後国熊本藩八代城の城下町の長屋に暮らしていた下級武士で、定職を持たず、時に農作業、時に傘職人などをして生計を立てていたといわれる。

## 彦一ばなし
彦一にまつわる民話を「彦一ばなし」とよび、八代を中心とした熊本県では今も語り継がれている。児童文学などにも盛んに採り上げられることも多いため、一休、吉四六と並び特に知られるとんち者でもある。
この彦一ばなしは町人や殿様などのほか、狐、河童、天狗などが登場する。また、とんちを使って阿漕な商売をしたり、権力者を懲らしめたりするケースはあまり見られず、時には失敗して赤っ恥を掻いたり（後述の天狗の隠れ蓑を参照）、民衆に笑いを振りまいたりと、決して英雄ではない彼の姿が描かれており、それが広く愛されている人物像を作り出している。
また、彦一話には吉四六とのとんち比べというものがあり、地元の彦一が勝つ話がある。隣国の豊後国に対する対抗意識の表れであるが、吉四六話にも同様の話があり、こちらでは吉四六の勝ちとなっている。

### 主な説話
主な説話には次のようなものがある。以下は学習研究社『日本のとんち話事典』、寺村輝夫著『彦一さん』、小山勝清著『彦一ばなし』などに収録されている主な説話のあらすじである。
狐と化けくらべ
狐との化け比べをする話は非常に数が多く、以下のエピソードが著名である。
殿様の行列
人に化けて驚かす悪戯が好きなベッピン狐という狐がいた。そこで、彦一はそのベッピン狐を懲らしめてやろうと化け合戦をすることにした。翌日、しかし、その侍に狐の尻尾が生えているのを見た彦一は「よく化けてるが、お前は狐じゃ。じゃが、わしはもっとうまく化けることができる。明日またここに来てみろ」と言い返した。翌日、狐が同じ場所に来てみると、立派な大名行列がやって来る。驚いた狐が思わず行列の前に駆け寄って、「彦一、よくぞ化けた。俺の負けじゃ」と叫ぶと、「この無礼者！」と、たちまち捕らえられ、さんざんに殴られてしまった。それは本物の大名行列で、彦一はこの日に大名行列が通る予定であることを事前に知っていたのである。
尻尾釣り
馬の糞を地蔵のお供え物に見せかけ、つまみ食いする通行人を化かす狐がいた。彦一はその狐を懲らしめてやろうと考え、その狐に鮒をお裾分けした。狐は大喜びでそれをたいらげ、どこでどうやって釣れるのかとたずねると、彼は「こうやってお堀に尻尾をさらしておくと、鮒が釣れる」といった。それを聞いた狐は真似をして尻尾をお堀に差し出すが、何せ真冬に夜通し晒したものだからすっかり凍り付いてしまい、翌朝お城の番をしていた役人に、散々な目に遭わされてしまった。
鶏一羽
彦一は親孝行でもあり、母を日奈久に連れて行く。そんなとき何者かの気配を察した。そこで彦一は母にこう告げる。「ゆっくり浸かってきておくれ。またしばらくしたら鶏一羽持って迎えに行く」といい、母親と別れ、八代に帰った。そして、予定より１日早く迎えにでかけると、目の前に母がいる。「温泉などつまらんのでこっちに向かう所だった」と言うので、それならと彦一はわざと馬に乗せようとした。実はその母親は狐が化けた姿で、狐はその鶏を狙っていたのだが、彦一が知らないはずもなく、鶏ごと偽者の母親をぐるぐるに縛り付けて、そのまま八代に帰ってしまう。懲り懲りした狐が去って行った翌日、きちんと彦一は本物の母を迎えに行くのだった。
石肥三年
狐たちの間では、みんなが痛い目に遭っている彦一に一杯食わせようと企む奴は少なくない。ある狐は、夜のうちに彦一の家の畑に大量の石を投げ入れ、近くに隠れて様子をうかがっていた。翌朝になって畑にやって来た彦一は驚いたが、これが狐の仕業だと気付くと、わざと嬉しそうな顔をして、「こりゃ助かった。石の肥料は三年はもつ。これが馬の糞だったら大変な所じゃった」と、狐に聞こえるような大声で嘘をついた。これを真に受けた狐はその夜に石を全部取り除き、代わりに馬の糞をどっさり投げ入れた（馬の糞は良い肥料になる）。翌朝、彦一は「困った困った」と言いながらご機嫌な顔で畑を耕し、狐はこれで彦一を困らせてやったと満足して帰って行くのだった。
天狗の隠れ蓑
非常によく知られた説話であり、彦一話を代表する話である。彦一の家の近くの山に住んでいる天狗は、着ると姿を消すことのできる隠れ蓑を持っていた。彦一は天狗の隠れ蓑が欲しくてたまらなかった。そこで彼は知恵を働かせ、竹を一本切り、あたかも遠くを眺めているかのようにはしゃぐのだった。それを見ていた天狗は「それは何か」と尋ねたところ、「これは遠眼鏡じゃ。遠くにある物、何でも見えよる」と言い返す。譲ってくれと天狗は頼むが、彦一は譲らない。それならば隠れ蓑と交換してくれと天狗が言うと、彦一はすぐさま竹筒を手放し、素早く隠れ蓑を身に付けてしまった。一方、竹筒を覗いても何も見えず、騙されたと知った天狗は怒るが、既に彦一の姿は見えなかった。彼はまず家に帰って妻を驚かせる。調子に乗った彦一は色々と悪戯を思いついては実行し、あげくの果てには酒屋に忍び込み、好物の酒をぐびぐびと呑んでしまうのだった。そして彼は酔っぱらい、家に帰るや熟睡してしまった。その間に、妻が蓑をがらくたと勘違いして竈（かまど）で燃やしてしまう。目を覚ました彦一は蓑がないので妻に問いただし、「蓑は燃やした」と言われてびっくりするが時既に遅し。しかし、試しに残った灰を体に付けてみたところ、ものの見事に姿を消すことが出来たので、彼は喜び、まだ呑み足りないのか再び酒屋に駆け付けた。しかし、今度は酒を呑んだことによって、口の部分の灰が剥げてしまい、彦一の口だけが空中に浮いている形となった。それを見て「お化けだ！」と驚いた酒屋の主人に追い回され、最終的に彦一は川に落ちて灰が全部流れ、みっともない裸をさらしてみんなの笑い者になってしまったのだった。
彦一の生き傘
彦一は遊び好きのために生活の金がなくなった。このままではどうにもならないと思い、傘を張って生計を立てることにした。しかし、とりわけ名の知れた傘屋でもない限り、傘張りで生計を立てるのは難しい。そこで、彼は二階の軒先に傘を吊し、店の看板とした。その傘は不思議なことに、晴れていれば独りでに閉じ、雨が降っていれば独りでに開くのだ。そんな噂が評判を呼び、傘屋は大繁盛した。しかし、その噂を聞き付けた殿様が、家来を彦一の家へ遣わし、「生きていると評判の傘を譲って欲しい」と言い出す。困ったのは彦一で、実はあの傘は人に見られないうちに、こっそりと開閉させていたのである。そのため、「あの傘は二つとない大事な家宝なので譲るわけにはいかない」と一度は断ったが、「金はいくらでも払う」と言われたので、彦一は仕方なく大金と引き替えに傘を売ることにした。そして城の軒先には何の変哲もない傘が飾られることになった。殿様は雨が降るのを楽しみにしていたが、天気は日照り続きで、雨は降らず仕舞いだった。一ヵ月も経ってやっと雨が降り出し、待ちに待った殿様が傘を覗き込む。しかし、何時間経っても傘は全く開く気配がなかったので、怒った殿様が彦一を呼び出した。問題の傘を見せられた彦一は「こいつは大変だ。殿様が傘に食べ物をやってなかったから、傘は飢えて死んでしまったのじゃ」と告げると、殿様は呆れてひっくり返ってしまうのだった。似たような落ちの話で「彦一の生き絵」というものがある。絵の女性に食べさせてやらなかったから衰弱して傘を開けなくなったというものである。
河童との根比べ
彦一の近くには子供を驚かすのが好きな河童がいた。そこで彦一はその河童を懲らしめてやろうと、その河童とどれだけ水中に長く潜っていられるか勝負をすることにした。そして、ズルをしないようにお互い目を瞑り同時に飛び込むという約束をする。しかし、彦一は河童を飛び込むと同時に、手元に置いてあった石をどぶんと投げいれて、そのまま近くの木にするすると登ってしまう。しばらくして、河童が這い上がると彦一の姿はなく、着物だけがあった。河童はまさかと思い、もう一度潜るとそのタイミングを見計らい着物を着て待機していた。再び河童が戻ると、彦一がいるのでたまげた河童はそのまま逃げだし、以来子供に悪戯することはなくなったという。
河童釣り
彦一がお堀で魚釣りを楽しんでいると、そこに通りかかった殿様が彦一に何をしているか尋ねる。すると彼は面倒事を避けるために「へい、河童を釣る所でございます」と適当なことを言ってその場を凌ごうとした。だが、そこは物好きで知られる殿様であり、「それは面白い。儂にも釣らせよ」と答えるのだ。すっかり困った彦一だが、「河童は贅沢者で鯨の赤身しか食いませぬ」とまた適当なことを言った。だが殿様は、それならと家来を遣わせ、赤身を用意する。すると彦一は、どうせ嘘なので、こっそり土くれとすりかえて、赤身を綿入れの懐に仕舞い、堀に釣り竿を投げいれた。しばらくして殿様が様子を尋ねると「殿様が大声を挙げたので惜しいところで逃げられました」と言う。それならと、また別の赤身を彦一に渡すが、また土くれだけが投げ込まれた。当然、河童など釣れるわけもなく、その度に彦一が「河童はそう簡単には釣れません。河童は非常に狡賢いのです」と返す。痺れを切らした殿様が「なんと卑怯な河童じゃ。餌だけ取ってわしに姿一つすら見せぬ」と叫ぶ。すると、それは聞き捨てならぬとばかり本物の河童が這い上がってくるのだ。それをすかさず彦一が首尾良く捕らえ「見ての通り、これぞ河童釣りにございます」と自慢げに答える。ご機嫌の殿様は彦一に目一杯の褒美を渡したのだった。
借金取りと香奠
掛け売りが日常茶飯事だった時代、年の暮れは借金取りと逃げ回る人が風物詩となっていた。遊び好きで怠け者の彦一も例外ではなく、女房から「お前さん、そろそろ借金取りの旦那が来るが、どうしたらよいかの？」と尋ねられる。困った彦一だが、そのときふと名案を思いつき、「魚屋に行って籠いっぱいのはらわたをもらってこい」と伝えた。半信半疑で女房がもらってくると、耳打ちをする。しばらくして借金取りがやってきた。彼が扉を開けると、女房がひとりしくしく泣いている。彼は「正月も近いのに、これはいったいどうしたことじゃ？」と尋ねると、「はい、借金が返せなくて旦那さまが…この通り」と、生臭いはらわたにまみれ、包丁片手に横たわる彦一を見せるのだ。それを見た借金取りは激しく動揺し、「なんということじゃ！何もそこまで思い詰めなくてもよかろうに」と叫び、そして女房に「これは葬式代にでもするがよい、借金も帳消しじゃ。ああ縁起でもないことじゃ」お金を投げ渡すのだ。そんな怯えて逃げ出す借金取りが退散したのを確認すると、二人は涼しい顔を返す。無論、彦一は自刃を装った芝居を打っていただけであったが、「借金を帳消しだけでなく、香奠までもらってしまった」と二人は大喜び、こうしてお金に不自由しなくなった二人は気持ち良く正月を迎えることができたのだ。だが、その後、彦一が気持ち良く畦を歩いていると、ちょうど目の前に借金取りがやってくる。彼は気まずいと思いつつも、また頓智を働かせた。そして「これはどうしたことか、お前は死んだはずの彦一じゃなかろうか」と尋ねる。すると、彼は「はい、こうやって魂となっても草葉の陰から旦那様をお守りさせていただいているのです」と返した。これには、流石の借金取りも一杯食わされたとお手上げであった。
不思議な箱
ある日、村の庄屋様が外出から戻って来ると、庄屋様が普段から大切にしていた壺が壊れていた。壺を壊したのは、庄屋様の屋敷で働いている使用人の誰かに違いないと思われたが、使用人たちは口をそろえて「壺を壊したのは自分ではない」と否認するばかりで、どうしても犯人が分からない。困った庄屋様が彦一の家へ相談に行くと、彦一は「よろしい。すぐに犯人を見付けてみせよう」と言う。しばらくして、彦一が神社の神主を連れて庄屋様の屋敷にやって来た。庄屋様と使用人たち一同の前で、彦一は古ぼけた箱を見せ、「この箱は、昔から神社に伝わる不思議な箱だ。自分の名前を紙に書いて、この箱に入れ、神主が祝詞を唱えると、紙に書かれた名前が全部消えてしまうが、悪い事をした者の名前だけは消えずに残る」と言うので、使用人たちはそれぞれ紙に自分の名前を書いて箱に入れ、蓋をした。そして神主が祝詞を唱えた後に箱を開けてみると、名前が消えている紙はたった一枚だけである。「これはどういうことだ？　一人を除いて全員が犯人ということか？」と庄屋様が彦一に尋ねると、彦一は首を振って、「この箱は不思議な箱でも何でもない。ただ、悪い事をした者の名前は消えずに残ると聞いて、不安を感じた犯人だけが最初から名前を書かなかったのだ」と説明した。そこで紙に書かれている名前をよく調べると、平助という使用人の名前だけが書かれていないことが判明し、平助も観念して壺を壊した事実を認めたのだった。
知恵比べ
彦一の頓智ぶりは八代城下の評判となっていた。一方、お隣、豊後国に吉四六というこれまた頓智の上手い男がいるという。噂は広まり、いつしか二人は近所のお寺の余興で頓智合戦を行うこととなった。しかし、始まったはいいが、二人とも知恵が回るので、なかなか決着が付かない。そんなとき、判定をしていた和尚は二人にこう伝える「今から、一番そなたにとって一番必要なものを作ってこい」。二人はしばらくしてから戻ってきた。まずは庄屋でもある吉四六が自信ありげに「わしは、見てのとおり、商いに欠かせない天秤棒を作ってきた。そなたはどうじゃ？」と尋ねる。すると彦一が「それならわしの勝ちじゃな」と返す。だが、彼は藁を一本刈り取っただけの代物だった。怪訝そうに「どういうことじゃ？それは、ただ、藁を刈っただけではないか？それがそなたにとって必要なものなのか」と問い尋ねると、「そうじゃ、わしが今一番必要なのはそなたに勝つことじゃ。だから、刈った（勝った）だけでよかろう」と返す。はっとする吉四六に対し、和尚は「これは見事じゃ、彦一の勝ちじゃ」と返した。

なお、これと似た話は吉四六話にもあり、そちらでは吉四六が勝つ話となっている。
などがある。